# Paul Rosenmöller
Paul Rosenmöller (ur. 11 maja 1956 w Den Helder) – holenderski polityk, działacz związkowy i prezenter telewizyjny, poseł do Tweede Kamer, w latach 1994–2002 lider Zielonej Lewicy (GroenLinks).

## Życiorys
Od 1974 studiował socjologię na Uniwersytecie Amsterdamskim, studiów jednak nie ukończył. W młodości działał w skrajnie lewicowych grupach maoistowskich. W latach 1978–1985 pracował w przedsiębiorstwie Müller Thomson w rotterdamskim porcie. Następnie został etatowym działaczem związkowym, wchodząc w skład zarządu sekcji transportowej federacji FNV.
W 1989 dołączył do powstającej wówczas Zielonej Lewicy. W 1989 po raz pierwszy uzyskał mandat posła do Tweede Kamer. Do niższej izby Stanów Generalnych był następnie wybierany w wyborach w 1994, 1998 i 2002. W maju 1994 został przewodniczącym klubu deputowanych partii, stając się jednocześnie liderem politycznym GroenLinks. Funkcję tę pełnił do listopada 2002. W styczniu 2003 zakończył wykonywanie mandatu poselskiego i wycofał się z działalności politycznej. W tym samym roku został prezenterem telewizyjnym i producentem programów dla nadawcy publicznego IKON. W 2013 objął funkcję przewodniczącego VO-raad, organizacji doradczej zajmującej się sprawami szkolnictwa średniego.
W 2019 został wybrany na senatora do Eerste Kamer, wyższej izby holenderskiego parlamentu (reelekcja w 2023).